# Відкрите розроблення родовищ

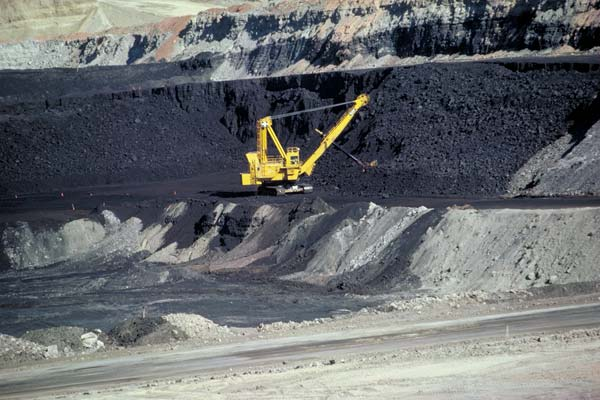
Вугільний кар'єр у штаті Вайомінг, США

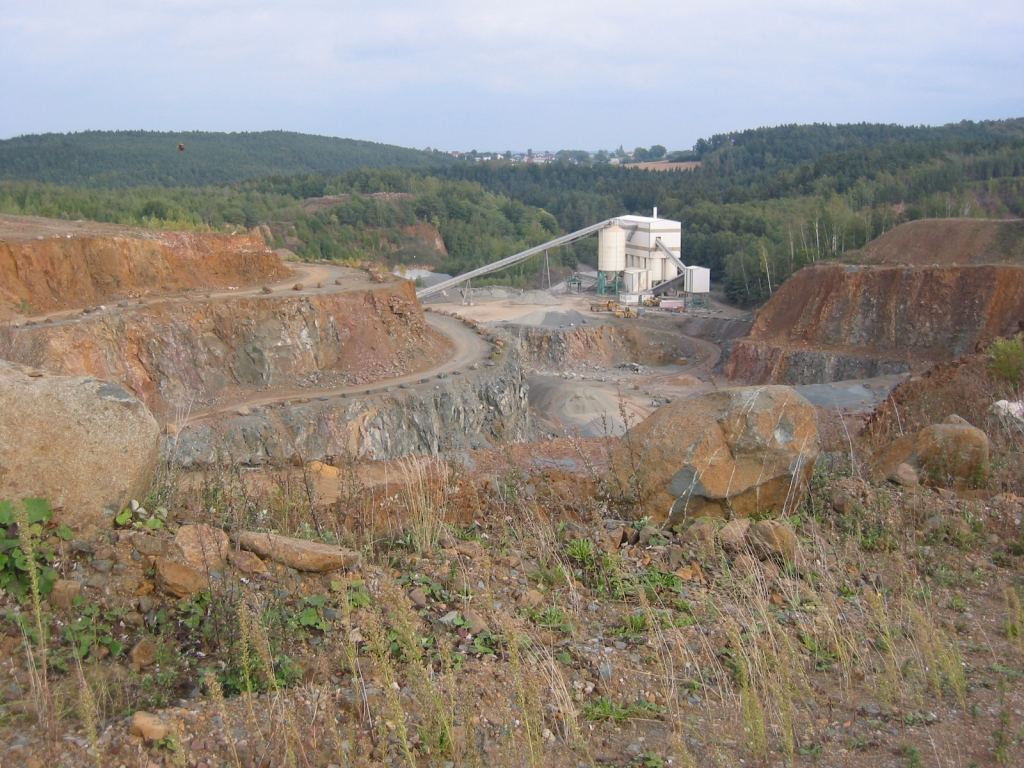
Кар'єр з видобутку діабазу в Дортендорфі (Німеччина)

Розробка корисних копалин

Види відкритих гірничих розробок

Відкри́те розро́блення (відкрита розробка) родо́вищ ко́ри́сних копа́лин — видобування корисних копалин безпосередньо з земної поверхні.

## Загальний опис
Відкрите розроблення родовищ полягає у підготуванні поверхні землі (видалення родючого шару, виведення поверхневих вод), осушенні (в разі потреби) родовища, його розкритті (спорудженні траншей), виконанні розкривних робіт (у тому числі відвальних робіт) і робіт видобувних (відокремлення корисних копалин від масиву). Здійснюється за допомогою відкритих гірничих виробок (див. кар'єр, розріз). Основні гірничі виробки відкритого розроблення родовищ корисних копалин — капітальні траншеї, що забезпечують доступ до корисних копалин і розрізні траншеї, що підготовлюють кар'єрне поле до розкривних і добувних робіт. Відкрита розробка родовищ широко застосовується в Україні, США, Австралії, РФ, Канаді, КНР та в ряді країн Європи (Німеччина, Польща, Чехія).

## Основні технологічні процеси
Найтриваліший етап відкритої розробки родовищ — експлуатація родовищ. Планомірне виймання і переміщення гірських порід забезпечуються комплексом гірничотранспортного і допоміжного обладнання. Вибір засобів комплексної механізації залежить від природних, технологічних, технічних, організаційних та економічних чинників. Комплекси для механізації видобувних робіт розрізняють за видом обладнання — циклічної, циклічно-потокової, безперервної дії.
Основні технологічні процеси відкритої розробки родовищ включають:
- підготовлення гірських порід до виймання — відокремлення гірських порід (або корисної копалини від масиву з одночасним її механічним, або вибуховим розпушенням);
- навантаження гірничої маси в засоби транспорту,
- транспортування гірничої маси з вибоїв на промисловий майданчик залізничним транспортом, автомобілями, конвеєрами, скіповими підйомниками, гідротранспортом, підвісними канатними дорогами,
- розміщення пустих порід у відвалах,
- планування відвалів.

## Системи відкритої розробки родовищ корисних копалин
Система розробки - це сукупність технологічних і технічних засобів, які забезпечують ефективне розроблення родовища кар'єром, встановлений для даних геологічних умов та прийнятих засобів механізації порядок ведення підготовчих, нарізних та очисних робіт у просторі і часі.
Поширеною є класифікація систем відкритої розробки родовищ за способом здійснення розкривних робіт і технології переміщення гірських порід у відвали. Системи розробки:
- безтранспортна,
- екскаватор-кар'єр,
- транспортно-відвальна,
- спеціальна,
- транспортна,
- комбінована.

Крім того, існує класифікація систем розробки в залежності від положення робочої зони, напрямку розвитку і переміщення фронту робіт. Основні ознаки цих систем — напрям виїмки в профілі і плані кар'єрного поля, а також місце розташування відвалів. Всі системи розробки за цією класифікацією поділені на 2 групи:
- суцільні — з постійним положенням робочої зони;
- заглиблювальні — зі змінним положенням робочої зони.

Класифікація способів розкриття і систем розробки родовищ за ознакою розвитку і механізації гірничотранспортних робіт як єдиної гірничотранспортної системи подана в табл. Кар'єр розглядається як складна сукупність ведення виймальних робіт і транспортування гірських порід на поверхню. Динаміка їх переміщення у просторі кар'єрного поля обумовлена гірничотранспортною системою, під якою розуміється установлений порядок виконання підготовчих, розкривних і видобувних робіт до кінцевої глибини з поетапним уведенням різних видів транспорту, що забезпечують безпечне економічне та найбільш повне виймання корисних копалин.

Різноманітність гірничо-геологічних умов, в яких будуються й експлуатуються кар'єри, широкий вибір гірничотранспортного обладнання та сфери його використання обумовлюють виділення трьох груп гірничотранспортних систем, підгруп і рівнів класифікації. Вивчення питань розробки покладів показує, що формування робочої зони на повну глибину кар'єру з переміщенням її уздовж пласта корисної копалини і утворенням виробленого простору по кінцевому положенню кар'єрного поля відповідає групі суцільних систем при розробці в основному пологих родовищ. Однак є позитивний досвід відробки похилих і крутих покладів з переміщенням порід розкриву у вироблений простір безтранспортним способом або із застосуванням конвеєрів, автосамоскидів та залізничних потягів.
Системи з постійним положенням робочої зони, яка залишається незмінною на весь період експлуатації родовища, характерні для горизонтальних і пологих покладів. Підготовчі роботи на них завершуються створенням первинного фронту розкривних і видобувних робіт. Системи розробки горизонтальних і пологих покладів характеризуються порядком здійснення розкривних і добувних робіт, зміною довжини фронту робіт або висоти окремих уступів.
Група заглиблювальних систем характерна тільки для похилих, крутопохилих і крутих родовищ, при розробці яких робоча зона розвивається углиб кар'єрного поля, а вироблений простір несформований.
Змішана група систем використовується, в основному, при розробці розосереджених покладів складної будови або виділенням кар'єру першої черги з частковим утворенням виробленого простору.
У даних групах кар'єрний транспорт використовують повсюдно для переміщення як корисних копалин, так і порід розкриву. У таких умовах глибина кар'єру є визначальною для класифікації гірничотранспортних систем за ознакою виду транспорту. При цьому у залежності від щільності гірських порід, глибини розробки і площі кар'єру використовують різноманітні види транспорту як самостійно, так і у комбінаціях між собою. Так, використання автомобільного і залізничного транспорту може бути з прямою формою траси по окремих або групових траншеях тільки на верхніх горизонтах. Стрічкових конвеєрів або скіпових підйомників, розміщених у похилих траншеях чи шахтних стволах — з глибоких горизонтів. Складна форма траси характерна для автомобільного і залізничного транспорту під час руху по загальних траншеях на глибину до 200…350 м, а також стрічковим конвеєром у зигзагоподібних траншеях. У міру поглиблення фронту гірничих робіт траса розкривних виробок у верхній частині кар'єру залишається без зміни або ж реконструюється і систематично доповнюється відповідним розвитком у глибинній частині.

Наведені поняття і термінологія щодо систем відкритої розробки родовищ корисних копалин апробовані при проєктуванні, запроваджені на вітчизняних залізорудних і флюсових кар'єрах, затверджені Міністерством промислової політики України.

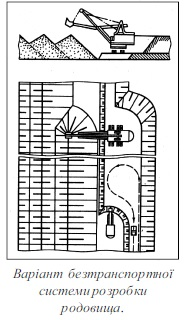

### Система розробки родовища безтранспортна
Спосіб ведення ВГР, при якому розкривні породи переміщуються у внутрішній відвал екскаваторами. Застосовується, як правило, при розробці горизонтальних і пологих (до 12о) пластових (потужністю звичайно до 30 м) покладів. Виділяють два різновиди С.р.р.б.: класичну (основну), при якій розкривні і виїмкові роботи технологічно, технічно і організаційно відособлені і «екскаватор-кар'єр», де вони об'єднані. С.р.р.б. широко розповсюджена в США.

## Економіка відкритої розробки родовищ
Структура експлуатаційних витрат складається з вартості осн. технологічних процесів: буропідривних робіт (10-15 %), екскавації (15-25 %), транспортування (40-60 %) та відвалоутворення (15-20 %). В загальних витратах на будівництво кар'єру на гірничо-капітальні роботи припадає до 30-40 %, а на обладнання 20-30 %.
Термін окупності капітальних витрат при В.р.р. 7-10 років. Перспективи В.р.р.к.к. пов'язані з оптимізацією параметрів гірничих робіт і обладнання, застосуванням техніки безперервної дії, комплексним використанням видобутої гірничої маси, переходом на великі глибини, широким застосуванням автоматизованих систем і методів керування, впровадженням маловідходних і ресурсозбережних технологій.